# PermIT!!!
《PermIT!!!》(펌잇!!)은 전혜진, 이수현 작가가 그리는 대한민국의 웹툰 작품이다. 〈comico〉에서 2014년 10월부터 매주 목요일과 일요일에 연재되고 있다. 인현공대의 해킹 동아리인 PermIT에서 일어나는 일상을 그린다.
작품의 배경은 인하대학교, 작중에서의 명칭은 인현공대.